# 하시모토 가에데

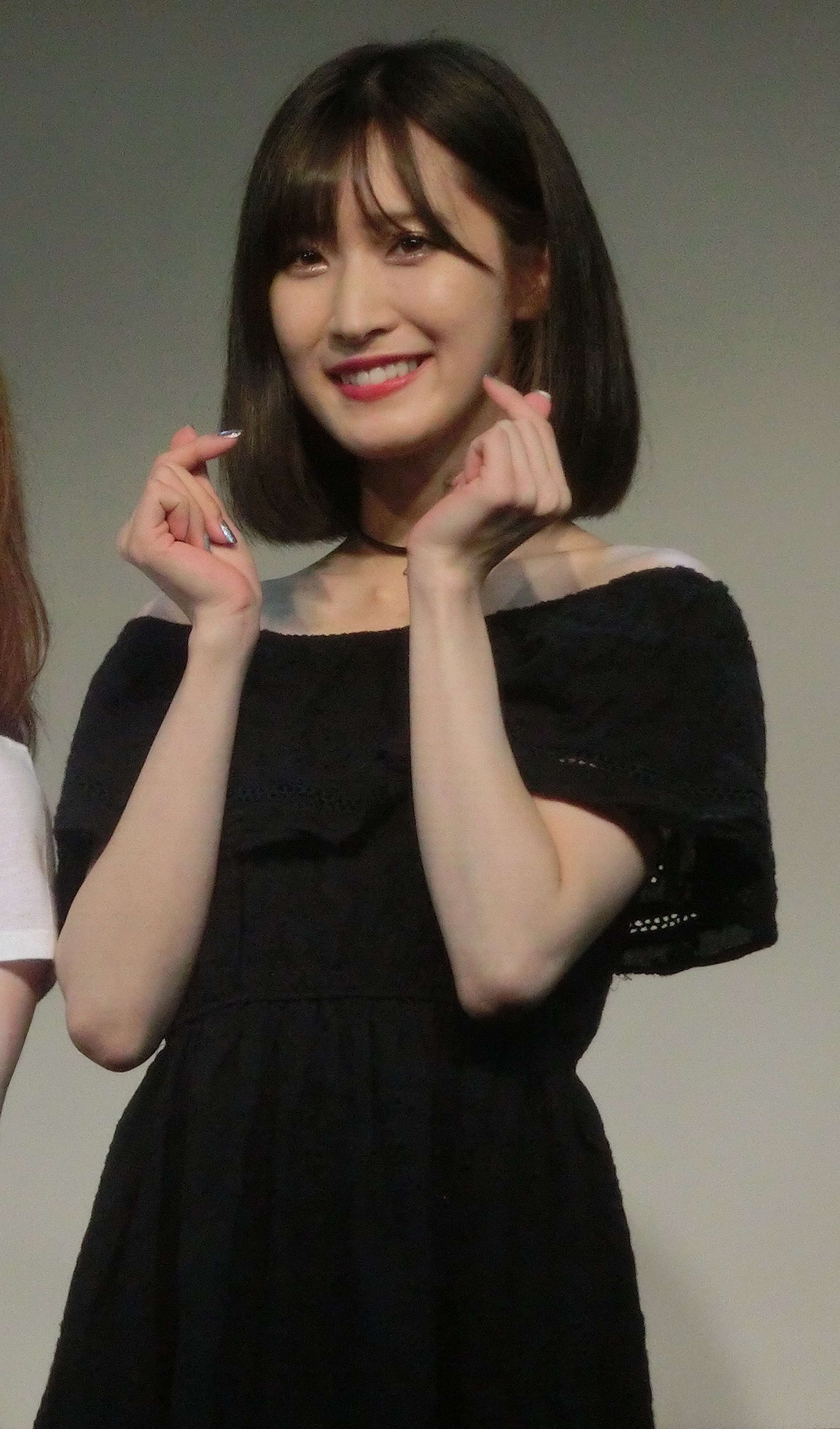

하시모토 카에데(일본어: 橋本楓, 1997년 1월 21일 ~ )는 일본의 그라비아 아이돌이자 가수이다. 일본 가나가와현 출신이다. 현재는 허니팝콘의 전 구성원이다.